# Батињани (Ђуловац)
Батињани (Батињани Подборски до 1980) су насељено мјесто у саставу општине Ђуловац, у западној Славонији, Република Хрватска.

## Историја
Насељено мјесто Батињани се до 1980. звало Батињани Подборски, у саставу општине Дарувар.

## Становништво
На попису становништва 2011. године, Батињани су имали 247 становника.
| Националност       | 1991.        | 1981.        | 1971.        | 1961.        |
| Срби               | 503 (91,95%) | 485 (80,83%) | 652 (96,16%) | 732 (96,31%) |
| Хрвати             | 10 (1,82%)   | 14 (2,33%)   | 12 (1,76%)   | 25 (3,28%)   |
| Југословени        | 18 (3,29%)   | 86 (14,33%)  | 2 (0,29%)    | 1 (0,13%)    |
| остали и непознато | 16 (2,92%)   | 15 (2,50%)   | 12 (1,76%)   | 2 (0,26%)    |
| Укупно             | 547          | 600          | 678          | 760          |

| Демографија (Батињани Подборски) (Батињани Подборски) | Демографија (Батињани Подборски) (Батињани Подборски) | Демографија (Батињани Подборски) (Батињани Подборски) |
| Година                                                | Становника                                            | Становника                                            |
| ----------------------------------------------------- | ----------------------------------------------------- | ----------------------------------------------------- |
| 1961.                                                 | 760                                                   |                                                       |
| 1971.                                                 | 678                                                   |                                                       |
| 1981.                                                 | 600                                                   |                                                       |
| 1991.                                                 | 547                                                   |                                                       |
| 2001.                                                 | 273                                                   |                                                       |
| 2011.                                                 |                                                       | 247                                                   |

## Попис 1991.
На попису становништва 1991. године, насељено место Батињани је имало 547 становника, следећег националног састава:
| Попис 1991.‍  | Попис 1991.‍  | Попис 1991.‍ | Попис 1991.‍ | Попис 1991.‍ |
| ------------ | ------------ | ----------- | ----------- | ----------- |
|              |              |             |             |             |
| Срби         | Срби         |             | 503         | 91,95%      |
| Југословени  | Југословени  |             | 18          | 3,29%       |
| Хрвати       | Хрвати       |             | 10          | 1,82%       |
| Чеси         | Чеси         |             | 6           | 1,09%       |
| Италијани    | Италијани    |             | 1           | 0,18%       |
| Мађари       | Мађари       |             | 1           | 0,18%       |
| неопредељени | неопредељени |             | 7           | 1,27%       |
| непознато    | непознато    |             | 1           | 0,18%       |
| укупно: 547  |              |             |             |             |